# Roman Ghirshman
Roman Ghirshman (en ruso, Роман Михайлович Гиршман, Roman Mijailovich Girshman; 3 de octubre de 1895 - 5 de septiembre de 1979) fue un arqueólogo francés nacido en Imperio ruso que se especializó en el Irán antiguo.
Nacido en Járkov, en la gobernación de Járkov del Imperio ruso (actual Ucrania). Ghirshman se trasladó a París en 1917 ara estudiar arqueología e idiomas antiguos. Se interesó principalmente por las ruinas arqueológicas de Irán, específicamente Teppe Gian, Teppe Sialk, Bagram en Afganistán, Bishapur en la provincia de Fars y Susa.
En los años treinta, Girshman fue el primero en excavar Teppe Sialk. Sus estudios sobre Choga Zanbil se han impreso en 4 volúmenes, y también lideró excavaciones en la isla de Jark, Iwan-i Karkheh, y las plataformas partas de Masjed Soleiman, cerca de Izeh, Juzestán.
Con 300 artículos y 20 libros publicados, Ghirshman fue uno de los más prolíficos y respetados expertos en el Irán antiguo. Algunos de sus trabajos en Susa no han sido aún publicados, pero han servido a otros arqueólogos como Henri Gashe en posteriores estudios que siguieron su línea de trabajo, en los años sesenta y setenta en Irán.

## Obras seleccionadas
En una vista general derivada de escritos suyos y en torno a Roman Ghirshman, OCLC/WorldCat abarca aproximadamente más de 300 obras en más de 600 publicaciones en doce idiomas y más de 6.000 presencias en bibliotecas.
- 1938, Fouilles de Sialk, prés de Kashan, 1933, 1934, 1937. Librairie Orientaliste Paul Geuthner, París (en dos volúmenes).
- 1954, Iran: from the earliest times to the Islamic conquest. Penguin books.(Se publicó una versión en francés en 1951 por Payot, París).
- 1963, Perse. Proto-iraniens, Mèdes, Achéménides. Gallimard, París.
- 1970, Le Pazuzu et les fibules du Luristan. Impr. Catholique, Beirut.
- 1971, Persia, the immortal kingdom. (Coautores: Minorsky, V.F., y Sanghvi, R., Greenwich, Conn., New York Graphic Society.
- 1976, L'Iran des origines à l'islam. Nouv. éd. rev. et mise à jour. París.
- 1977, L'Iran et la migration des Indo-Aryens et des Iraniens. Leiden.
- 1979, Tombe princière de Ziwiyé et le début de l'art animalier scythe. Soc. Iranienne pour la Conservation du Patrimoine, París.

## Honores
- Medalla Charles Lang Freer